# Bluebridge
Bluebridge is een Nieuw-Zeelandse rederij die de verbinding onderhoudt tussen Wellington op het Noordereiland en Picton op het Zuidereiland.

## Geschiedenis
Bluebridge werd in 2003 opgericht door Strait Shipping waarmee er een concurrentiestrijd aangegaan werd met Interislander. Strait Shipping heeft in de Straat Cook tussen 1992 en 2003 alleen goederentransportdiensten geleverd.

## Vloot
Passagiersdiensten worden verzorgd door twee zusterschepen, de MS Santa Regina en de MS Monte Stello.
Monte Stello
De Monte Stello werd in 1979 voor de Franse rederij SNCM gebouwd. In 1996 werd de Monte Stello gekocht door de Lithuanien Shipping Company (lisco) en omgedoopt tot Palanga. Ze werd in 2006 gekocht door Strait Shipping waar ze haar oude naam weer terug verkreeg. De Monte Stello zal in december 2010 door de MS Straitsman worden vervangen.
Santa Regina
De Santa Regina werd in 1985 voor de Franse rederij Compagnie Méridionale de Navigation gekocht. In 2002 werd zij overgekocht door Strait Shipping.
Straitsman
Deze veerboot werd in 2005 door Volharding Shipyards uit Harlingen gebouwd in opdracht van Merwede Shipyard die twee Ropax / Roro veerboten zou leveren voor het Deense Bornholmstrafikken. Deze zette haar in onder de naam M/S Dueodde, en bediende vooral de route Rønne - Køge. Op 10 oktober 2010 wordt de Dueodde (afgeleid van het zuidelijkste punt van het eiland Bornholm) uit de vaart genomen en aangepast alvorens zij in december 2010 in de vaart wordt genomen.